# Corvus levaillantii
Il corvo della giungla orientale o cornacchia della giungla orientale (Corvus levaillantii Lesson, 1831) è un uccello passeriforme della famiglia Corvidae.

## Etimologia
Il nome scientifico della specie, levaillantii, rappresenta un omaggio all'esploratore francese François Levaillant.

## Descrizione

### Dimensioni
Misura 46-55 cm cm di lunghezza, per 450-1000 g di peso.

### Aspetto

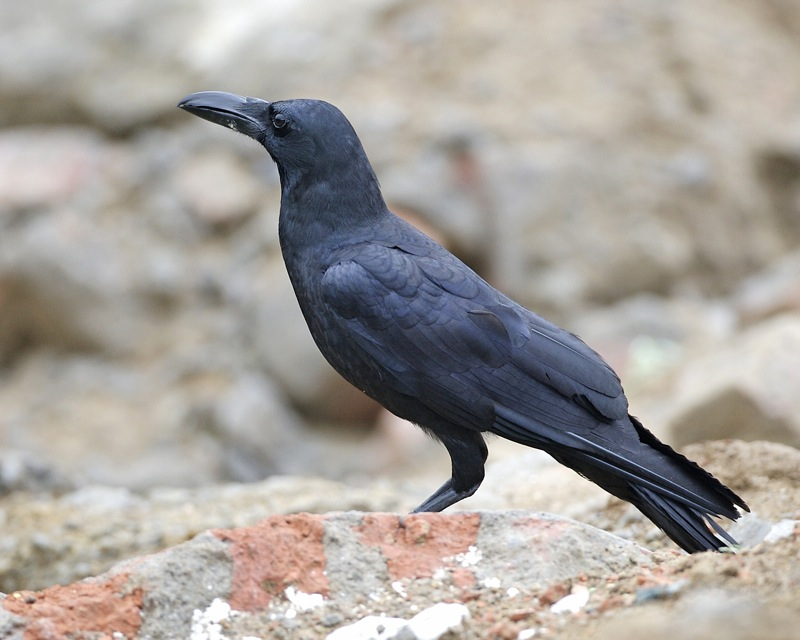
Esemplare nel parco nazionale di Kaziranga.

Si tratta di uccelli dall'aspetto robusto e slanciato, muniti di piccola testa arrotondata con becco lungo e robusto, conico e dalla mandibola superiore lievemente arcuata verso il basso nella sua parte distale: il collo è robusto, le ali lunghe e digitate, le zampe forti e lunghe e la coda è lunga e dall'estremità squadrata.

Nel complesso, la cornacchia della giungla orientale ricorda molto l'affine (e secondo alcuni conspecifico) corvo beccogrosso, dal quale si distingue per il becco che appare ancora più lungo e "rigonfio", soprattutto per quanto riguarda la mandibola superiore.
Il piumaggio si presenta interamente di colore nero, lucido e dall'aspetto vellutato, con presenza di riflessi metallici purpurei su testa, corpo, ali e coda.

I due sessi sono del tutto simili nella colorazione.
Il becco e le zampe sono di colore nero: gli occhi si presentano invece di colore bruno scuro.

## Biologia

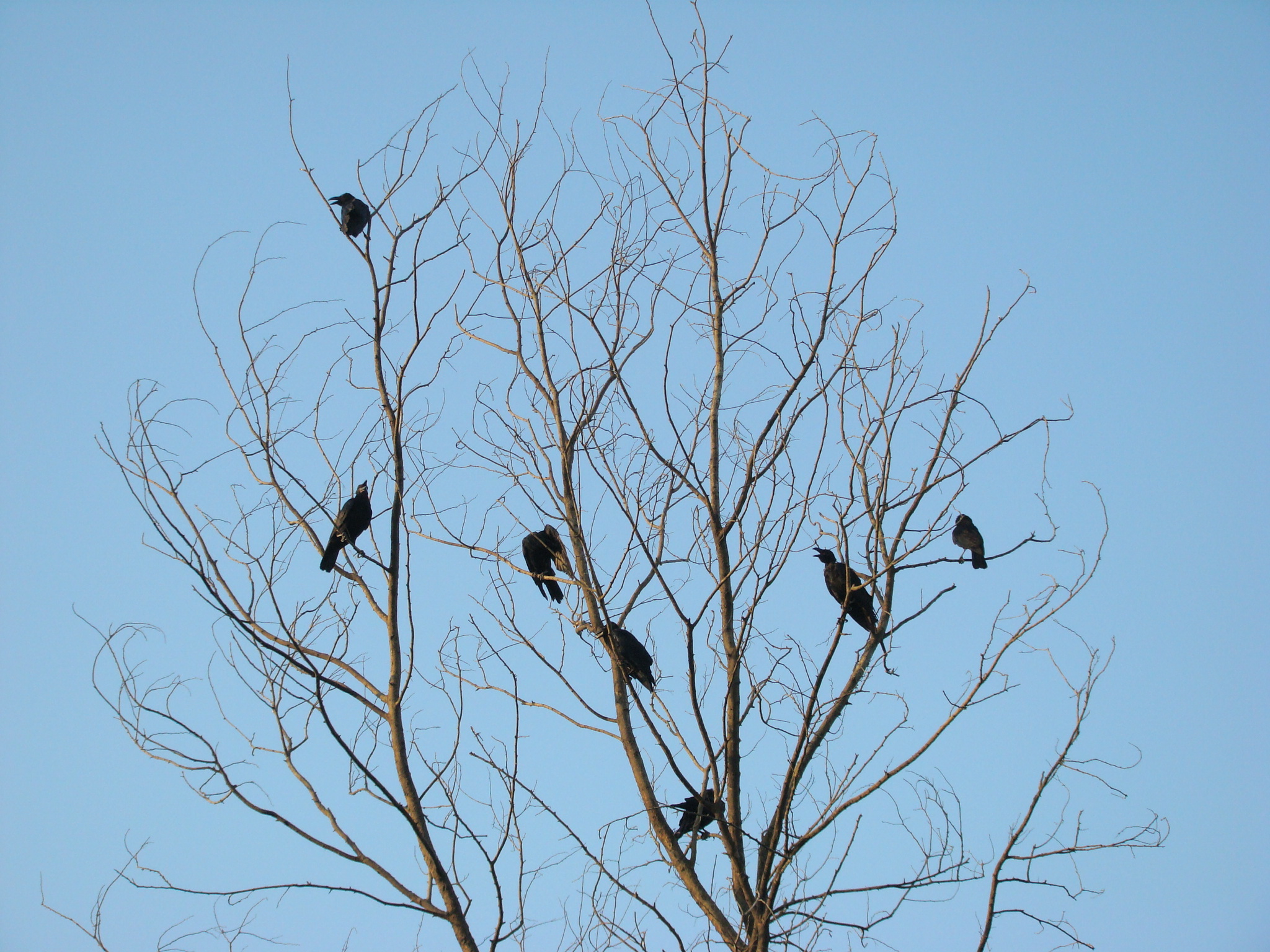
Stormo su un albero in Bangladesh.

La cornacchia della giungla orientale è un uccello dalle abitudini di vita diurne e gregarie: durante il giorno, gli stormi tendono a frazionarsi in unità più piccole, con gli uccelli che stazionano prevalentemente al suolo passando il tempo alla ricerca di cibo, mentre verso sera essi si ricompattano fra i posatoi degli alberi, dedicando del tempo alla socializzazione prima di ritirarsi fra la vegetazione al riparo dalle intemperie e da eventuali predatori.
Il richiamo di questi uccelli consiste in un gracchio nasale e vibrante, emesso con frequenza e più o meno forte a seconda del grado di eccitazione dell'animale.

### Alimentazione

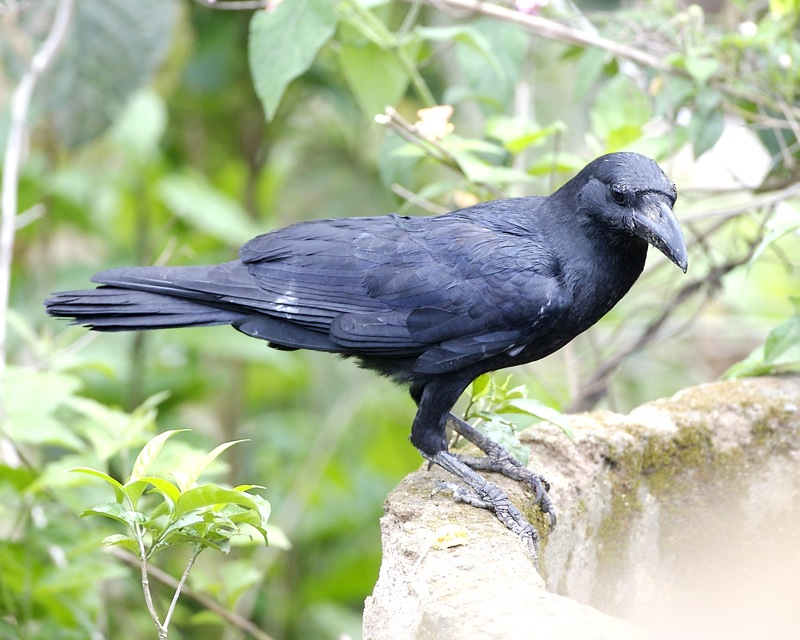
Esemplare in Assam.

Si tratta di uccelli onnivori e molto versatili e opportunisti, che si nutrono un po' di qualsiasi cosa riescano a reperire (ed eventualmente a sopraffare) durante la ricerca del cibo: la dieta è dominata dagli alimenti di origine animale (insetti ed altri invertebrati, larve, piccoli vertebrati, carcasse, uova), mentre più sporadicamente le cornacchie della giungla orientale si cibano anche di semi, granaglie, bacche e frutta matura. Questi animali, inoltre, non disdegnano di rovistare nell'immondizia o nei pressi dei centri abitati alla ricerca di scarti e rifiuti commestibili.

### Riproduzione
La riproduzione della cornacchia della giungla orientale non è ancora stata studiata in maniera esaustiva, in quanto per lungo tempo questi uccelli sono stati trattati come sottospecie di una popolazione più ampia e quindi non studiati specificamente: tuttavia, si ha motivo di credere che essa segua senza grosse differenze di modalità e durata il pattern delle altre specie di corvo.

## Distribuzione e habitat

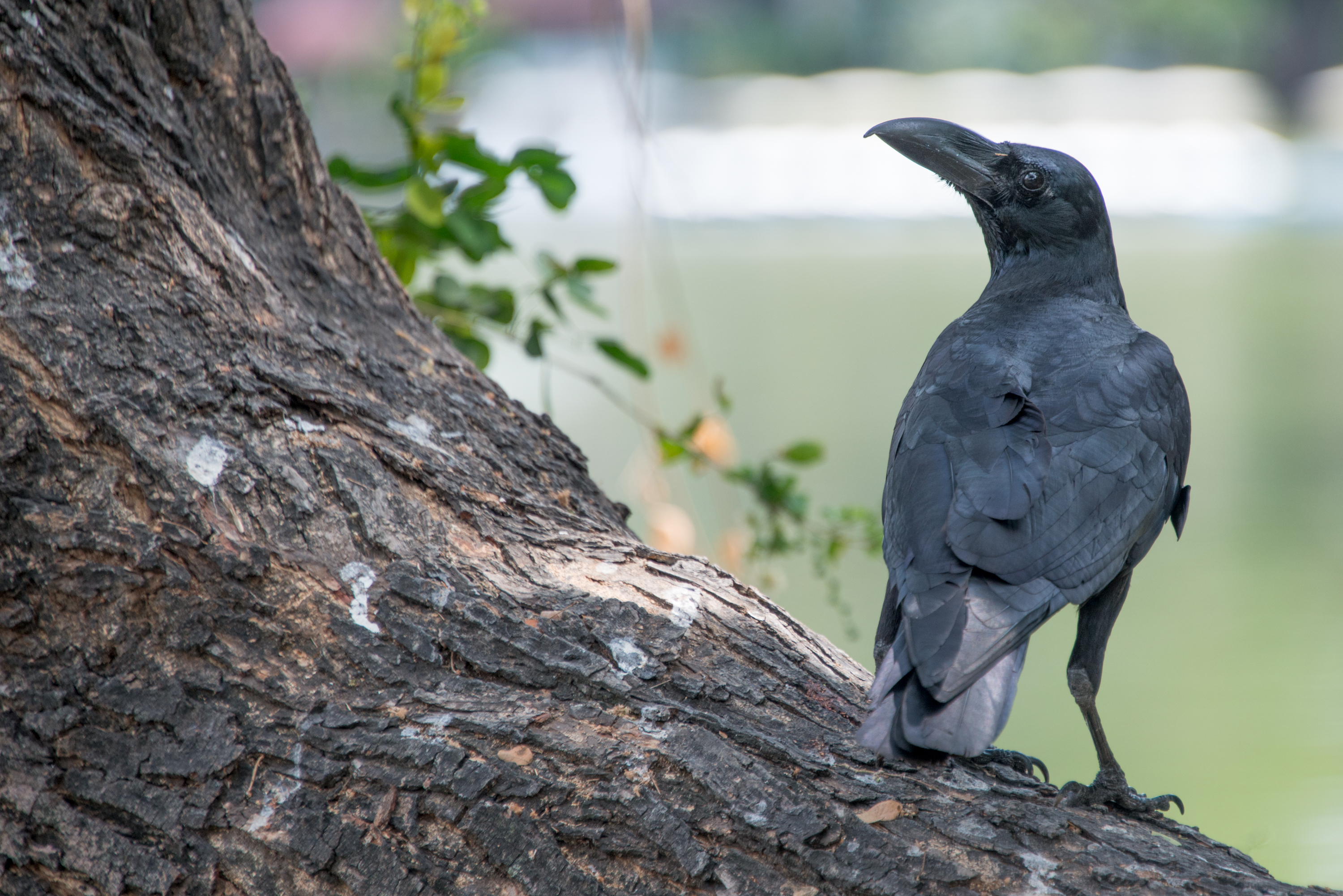
Esemplare in Thailandia.

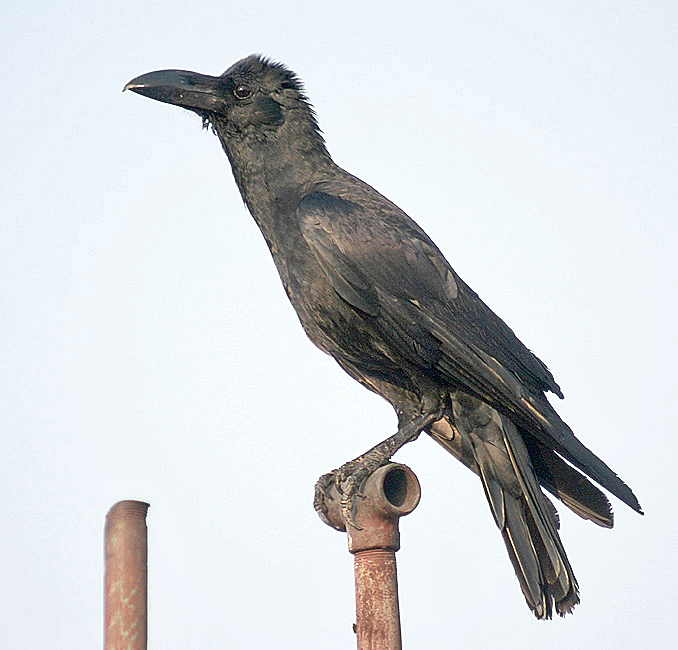
Esemplare a Calcutta.

La cornacchia della giungla orientale occupa un areale che va dal Nepal sud-orientale al Tenasserim, attraverso il Bengala, l'India nordorientale, il Bhutan, la Birmania e la Thailandia occidentale: la specie è inoltre presente nelle isole Andamane.
La specie è residente in tutto l'areale di diffusione, tuttavia specialmente i giovani hanno un certo potenziale di dispersione.
L'habitat di questi uccelli è costituito dalle aree di foresta monsonica inframezzate da aree aperte più o meno estese: la cornacchia della giungla orientale si rivela tuttavia un uccello piuttosto versatile, colonizzando anche ambienti umidi come mangrovieti e risaie e spingendosi nelle aree coltivate rurali ed in quelle suburbane e urbane.

## Tassonomia
Alcuni autori eleverebbero la popolazione andamanese al rango di sottospecie a sé stante, col nome di C. levaillantii andamanensis.
La tassonomia della specie è piuttosto confusa e lungi dall'essere chiarita: a lungo considerata una sottospecie del corvo beccogrosso col nome di C. macrorhynchos levaillantii, secondo alcuni autori andrebbe ancora classificare come tale, mentre secondo altri la cornacchia della giungla orientale dovrebbe mantenere il rango di specie a sé stante, ma con l'aggiunta delle sottospecie colonorum (attualmente ascritta al summenzionato C. macrorhynchos) e culminatus (in passato anch'essa considerata una sottospecie del corvo beccogrosso e anch'essa attualmente elevata al rango di specie.